# Iowa Super Soccer

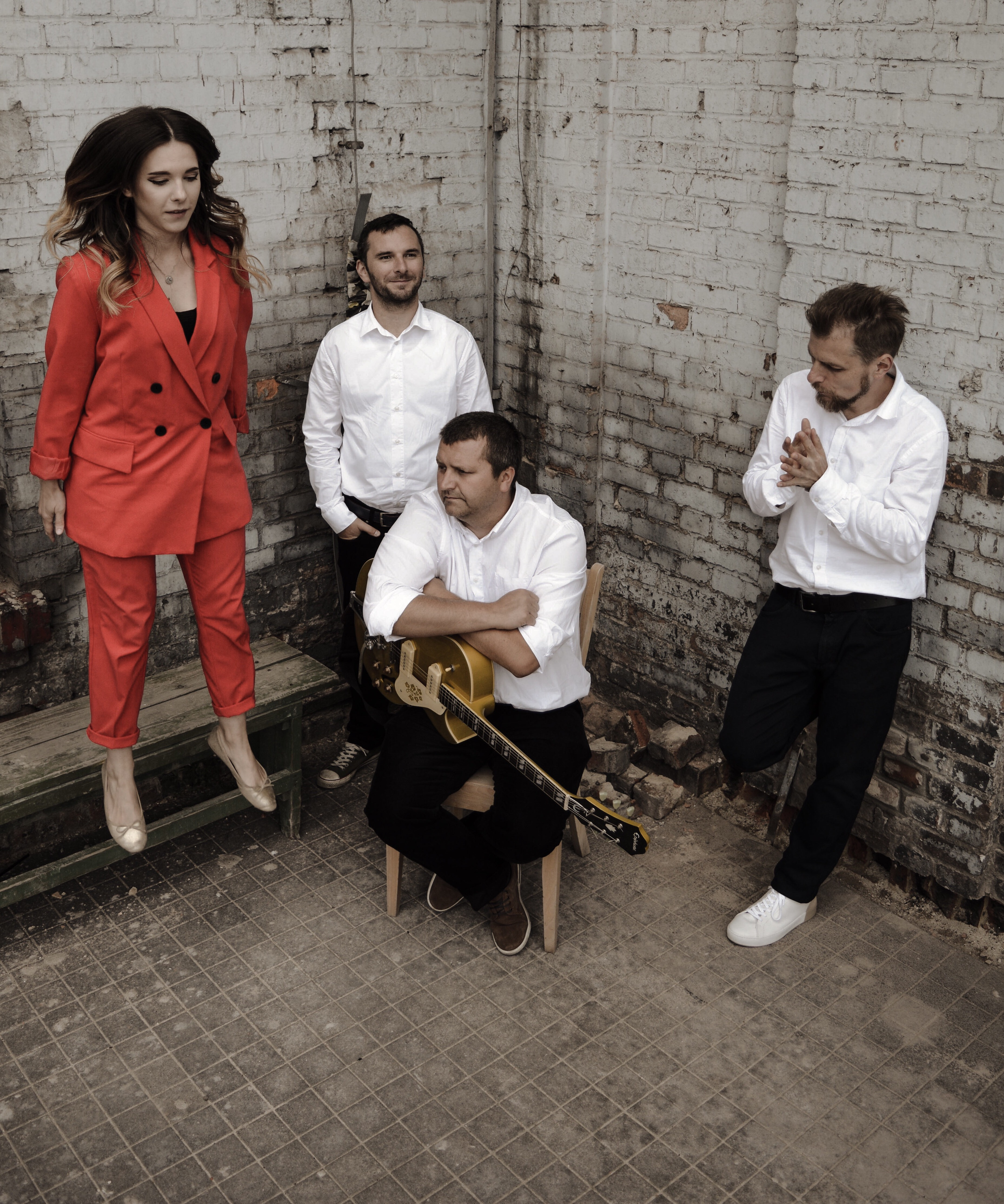

Iowa Super Soccer – polski zespół muzyczny grający muzykę alternatywną.

## Historia
Zespół Iowa Super Soccer został założony w 2004 roku w Mysłowicach. Muzyka inspirowana jest głównie takimi nurtami muzycznymi jak sadcore, indie-pop. Pierwsze wydawnictwa – EP-ki wydane zostały własnym sumptem.
Debiutancka płyta zespołu – „Lullabies to keep your eyes closed”, wydana w wytwórni Gusstaff Records przez wielu okrzyknięta została płytą roku 2008. Piosenki takie jak „The River” czy „Cold”  można było usłyszeć m.in. na antenie Radia Trójka, Katowice, Piekary, Gdańsk, Łódź, Kraków, Antyradia, Roxy, Radia Em i wielu innych.
W 2010 roku ukazał się kolejny album zatytułowany „Stories Without Happy Endings” zawierający 12 melodyjnych kompozycji, który również spotkał się z dużym uznaniem słuchaczy oraz mediów.
Zespół koncertuje zarówno w kraju jak i za granicą. Iowa Super Soccer wystąpiła na istotnych polskich festiwalach – Opener, Globaltica, Ars Cameralis, Przystanek Woodstock, Alter fest oraz OFF Festivalu (2006, 2009, 2018). Zostali też laureatem hiszpańskiego festiwalu Pop Art w kategorii Objawienie Europejskie 2008–2009. Z tej okazji zagrali koncert w Cáceres w Hiszpanii. Dwukrotnie odbyli trasę koncertową po Chinach, pojawiając się między innymi na Festiwalu Snow Mountain. Grali także na Ukrainie, w Niemczech i Czechach. Dzielili scenę z takimi zespołami jak Myslovitz, John Porter, Rykarda Parasol (US), Immanu El (SWE), Lonely Drifter Karen, Dakota Suite (UK), Troy von Balthazar, My Name Is Nobody (UK) czy solistami: Barbarą Morgenstern, Mattem Elliottem (UK) czy legendarnym Markiem Kozelkiem (US) z Red House Painters.
Utwory zespołu pojawiły się na prestiżowych składankach – Alternative trippin vol. 1, Program alternatywny Agnieszki Szydłowskiej, OFFsesje vol. 1, wydanych przez Polskie Radio, Artur Rojek Selection.pl Off Festival, czy hiszpańskiej Pop Nation.

## Skład
- Olga Sierka – wokal
- Michał Skrzydło – gitara elektryczna, akustyczna, wokal
- Wojciech Sawicki – gitara elektryczna
- Piotr Sawicki – gitara basowa

Byli członkowie:
- Monika Mendak, Marcin Fluder, Marcin Juruś, Marcin Porczek, Błażej Nowicki, Alicja Herma, Katarzyna Włosek, Sławomir Plotek, Natalia Baranowska

## Dyskografia

### Albumy studyjne
- Lullabies to Keep Your Eyes Closed (21 kwietnia 2008, Gusstaff Records)
- Stories Without Happy Ending (15 marca 2010, Gusstaff Records)

### EP
| Rok  | Tytuł                          | Lista utworów                                                                                |
| ---- | ------------------------------ | -------------------------------------------------------------------------------------------- |
| 2006 | Iowa Super Soccer CDr EP       | 1. "Letter to Nowhere" 2. "Strange Planet" 3. "Wild World" 4. "Morning"                      |
| 2006 | Teenage Dreams So Hard to Beat | 1. "The River" 2. "Live as If You'll Die Tomorrow" 3. "10 000 Miles" 4. "The Straight Story" |

### Udział w składankach
- Alternative Trippin' (2007, utwór "10 000 Miles")
- POP NATION 02 (2008,  Bonvivant Records, utwór "The River")
- Program alternatywny - Agnieszka Szydłowska (2008, utwór "One Day in the Grass")
- Offsesje 1 (2008, utwór "One Day in the Grass")